# گیسودندان‌ها
گیسودندان‌ها (نام علمی: Chaetodontoplus) نام یک سرده از خانواده فرشته‌ماهیان است.